# Stazione di Laterina
La stazione di Laterina è una stazione ferroviaria del comune di Laterina Pergine Valdarno, situata nella frazione di Montalto.
Situata sulla linea storica che collega Firenze con Roma, la stazione dispone di 3 binari passeggeri con banchine e piccole pensiline. Dispone anche di un sottopassaggio e di alcuni monitor per la segnalazione in tempo reale dei treni in arrivo e in partenza.

## Storia

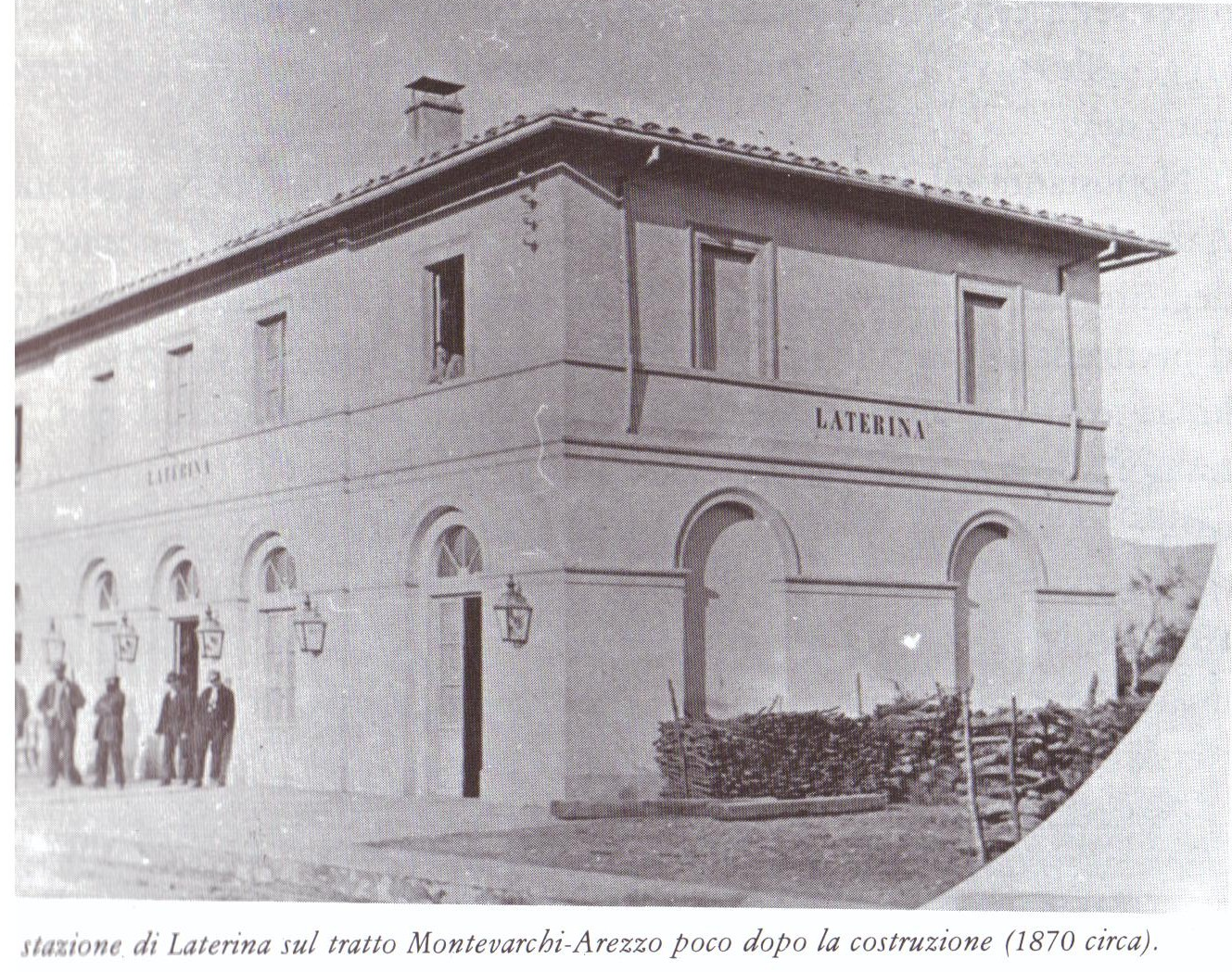
Vista della stazione nel 1870

La stazione fu aperta il 16 marzo 1866 con l'apertura del tratto Montevarchi-Torricella.
Il fabbricato viaggiatori è lo stesso costruito nel 1866 sopravvissuto ai bombardamenti della Seconda guerra mondiale.

## Servizi
La stazione dispone di:
- Biglietteria automatica
- Parcheggio di scambio
- Sottopassaggio
- Sala di attesa